# عتبة الغلام
عتبة بن أبان البصري، الملقب بالغلام، هو زاهد خاشع، من نُسّاك أهل البصرة، قُتل في حرب الروم. سمي بالغلام لجِدّهِ واجتهاده لا لصغر سنه.
قال الإمام الذهبي في كتاب سير أعلام النبلاء: 
الزاهد ، الخاشع ، الخائف عتبة بن أبان البصري . كان يشبه في حزنه بالحسن البصري .
قال رياح القيسي : بات عندي ، فسمعته يقول في سجوده : اللهم احشر عتبة من حواصل الطير وبطون السباع .
وقال مخلد بن الحسين : جاءنا عتبة الغلام غازيا ، وقال : رأيت أني آتي المصيصة في النوم ، وأغزو فأستشهد . قال : فأعطاه رجل فرسه وسلاحه ، وقال : إني عليل ، فاغز عني . فلقوا الروم ، فكان أول من استشهد .
قال سلمة الفراء : كان عتبة الغلام من نساك أهل البصرة ، يصوم الدهر ، ويأوي السواحل والجبانة .
قال أبو عمر البصري : كان رأس مال عتبة فلسا ، يشتري به خوصا يعمله ويبيعه بثلاثة فلوس ، فيتصدق بفلس ، ويتعشى بفلس ، وفلس رأس ماله .
وقيل : نازعته نفسه لحما ، فماطلها سبع سنين
وعنه قال : لا يعجبني رجل ألا يحترف . وذكر مخلد بن الحسين عتبة الغلام وصاحبه يحيى الواسطي فقال : كأنما ربتهم الأنبياء .
وعن عتبة قال : من عرف الله أحبه ، ومن أحبه أطاعه . وعنه قال : إنما أبكي على تقصيري .